# Mistrzostwa Świata w Kolarstwie BMX 2008
13. Mistrzostwa świata w kolarstwie BMX 2008 odbyły się w chińskim Taiyuan, w dniach 29 maja - 1 czerwca 2008 roku. W programie znalazło się osiem konkurencji: wyścig elite i juniorów oraz cruiser elite i juniorów, zarówno dla kobiet jak i mężczyzn. W klasyfikacji medalowej zwyciężyli reprezentanci Francji zdobywając łącznie dziesięć medali, w tym cztery złote.

## Medaliści
| Konkurencja:          | Złoto:           | Srebro:                | Brąz:            |
| Klasyfikacja mężczyzn |                  |                        |                  |
| Elite                 | Māris Štrombergs | Steven Cisar           | Sifiso Nhlapo    |
| Cruiser               | Thomas Hamon     | Manuel De Vecchi       | Jonathan Suárez  |
| Juniorzy              | Sam Willoughby   | Vincent Pelluard       | Denzel Stein     |
| Cruiser juniorzy      | Joris Daudet     | Vincent Pelluard       | Jelle van Gorkom |
| Klasyfikacja kobiet   |                  |                        |                  |
| Elite                 | Shanaze Reade    | Anne-Caroline Chausson | Sarah Walker     |
| Cruiser               | Magalie Pottier  | Amélie Despeaux        | Sarah Walker     |
| Juniorki              | Manon Valentino  | Lauren Reynolds        | Rachel Bracken   |
| Cruiser juniorki      | Mariana Pajón    | Manon Valentino        | Eva Ailloud      |

## Tabela medalowa
| Miejsce | Państwo           | Złoto | Srebro | Brąz | Razem |
| ------- | ----------------- | ----- | ------ | ---- | ----- |
| 1       | Francja           | 4     | 5      | 1    | 10    |
| 2       | Australia         | 1     | 1      | 1    | 3     |
| 3       | Łotwa             | 1     | 0      | 0    | 1     |
|         | Kolumbia          | 1     | 0      | 0    | 1     |
|         | Wielka Brytania   | 1     | 0      | 0    | 1     |
| 6       | Stany Zjednoczone | 0     | 1      | 1    | 2     |
| 7       | Włochy            | 0     | 1      | 0    | 1     |
| 8       | RPA               | 0     | 0      | 1    | 1     |
|         | Wenezuela         | 0     | 0      | 1    | 1     |